# Ukrainische Poolbillard-Meisterschaft
Die ukrainische Poolbillard-Meisterschaft ist ein jährlich ausgetragenes Poolbillardturnier in der Ukraine. Ermittelt werden die nationalen Meister in den Billarddisziplinen 8-Ball, 9-Ball, 10-Ball und 14/1 endlos. Die 10-Ball-Wettbewerbe werden erst seit 2009 ausgespielt.
Rekordsieger ist der 23-malige ukrainische Meister Witalij Pazura, gefolgt von Artem Koschowyj, der seit 2005 20 Titel gewann, und dem siebenmaligen Meister Andrij Kljestow. Bei den Damen war Kateryna Polowyntschuk mit bislang 23 Titeln am erfolgreichsten. Seit der Einführung der 10-Ball-Wettbewerbe gelang es fünf Spielern, in einem Jahr in allen vier Disziplinen zu gewinnen: Wiktorija Nahorna (2009), Artem Koschowyj (2012), Kateryna Polowyntschuk (2015, 2019), Witalij Pazura (2017, 2018, 2021) und Andrij Kljestow (2023).

## Ukrainische Meister

### Herren
| Jahr | 14/1 endlos         | 8-Ball              | 9-Ball              | 10-Ball             |
| ---- | ------------------- | ------------------- | ------------------- | ------------------- |
| 2005 | Artem Koschowyj     | Jewhen Nowossad     | Jewhen Nowossad     |                     |
| 2008 | Artem Koschowyj     | Artem Koschowyj     | Artem Koschowyj     |                     |
| 2009 | Jewhen Nowossad     | Jewhen Nowossad     | Artem Koschowyj     | Artem Koschowyj     |
| 2010 | Artem Koschowyj     | Artem Koschowyj     | Leonid Klischtschar | Leonid Klischtschar |
| 2011 | Artem Koschowyj     | Artem Koschowyj     | Dmytro Ossypenko    | Jaroslaw Wynokur    |
| 2012 | Artem Koschowyj     | Artem Koschowyj     | Artem Koschowyj     | Artem Koschowyj     |
| 2013 | Artem Koschowyj     | Artem Koschowyj     | Artem Koschowyj     | Witalij Pazura      |
| 2014 | Artem Koschowyj     | Artem Koschowyj     | Artem Koschowyj     | Leonid Klischtschar |
| 2015 | Leonid Klischtschar | Leonid Klischtschar | Witalij Pazura      | Leonid Klischtschar |
| 2016 | Jewhen Talow        | Witalij Pazura      | Witalij Pazura      | Witalij Pazura      |
| 2017 | Witalij Pazura      | Witalij Pazura      | Witalij Pazura      | Witalij Pazura      |
| 2018 | Witalij Pazura      | Witalij Pazura      | Witalij Pazura      | Witalij Pazura      |
| 2019 | Danylo Kaljajew     | Witalij Pazura      | Witalij Pazura      | Witalij Pazura      |
| 2020 | Witalij Pazura      | Mykola Moros        | Witalij Pazura      | Witalij Pazura      |
| 2021 | Witalij Pazura      | Witalij Pazura      | Witalij Pazura      | Witalij Pazura      |
| 2022 | Andrij Kljestow     | Mykola Sywochin     | Andrij Kljestow     | Mykola Sywochin     |
| 2023 | Andrij Kljestow     | Andrij Kljestow     | Andrij Kljestow     | Andrij Kljestow     |
| 2025 | Andrij Kljestow     |                     |                     |                     |

Rangliste
| Platz | Spieler             | 14/1 | 8-Ball | 9-Ball | 10-Ball | Gesamt |
| ----- | ------------------- | ---- | ------ | ------ | ------- | ------ |
| 1     | Witalij Pazura      | 4    | 5      | 7      | 7       | 23     |
| 2     | Artem Koschowyj     | 7    | 6      | 5      | 2       | 20     |
| 3     | Andrij Kljestow     | 3    | 1      | 2      | 1       | 7      |
| 4     | Leonid Klischtschar | 1    | 1      | 1      | 3       | 6      |
| 5     | Jewhen Nowossad     | 1    | 2      | 1      | 0       | 4      |
| 6     | Mykola Sywochin     | 0    | 1      | 0      | 1       | 2      |
| 7     | Danylo Kaljajew     | 1    | 0      | 0      | 0       | 1      |
| 7     | Mykola Moros        | 0    | 1      | 0      | 0       | 1      |
| 7     | Dmytro Ossypenko    | 0    | 0      | 1      | 0       | 1      |
| 7     | Jewhen Talow        | 1    | 0      | 0      | 0       | 1      |
| 7     | Jaroslaw Wynokur    | 0    | 0      | 0      | 1       | 1      |

### Damen
| Jahr | 14/1 endlos            | 8-Ball                 | 9-Ball                 | 10-Ball                |
| ---- | ---------------------- | ---------------------- | ---------------------- | ---------------------- |
| 2005 | Daryna Krasnoschon     | Daryna Krasnoschon     | Marija Issajenko       |                        |
| 2008 | Wiktorija Nahorna      | Wiktorija Nahorna      | Wiktorija Nahorna      |                        |
| 2009 | Wiktorija Nahorna      | Wiktorija Nahorna      | Wiktorija Nahorna      | Wiktorija Nahorna      |
| 2010 | Wiktorija Nahorna      | Kateryna Polowyntschuk | Daryna Krasnoschon     | Olha Haschkowa         |
| 2011 | Wiktorija Nahorna      | Kateryna Polowyntschuk | Kateryna Polowyntschuk | Kateryna Polowyntschuk |
| 2012 | Kateryna Polowyntschuk | Wiktorija Nahorna      | Kateryna Polowyntschuk | Wiktorija Nahorna      |
| 2013 | Kateryna Polowyntschuk | Marija Issajenko       | Kateryna Polowyntschuk | Kateryna Polowyntschuk |
| 2014 | Kateryna Polowyntschuk | Kateryna Polowyntschuk | Wiktorija Nahorna      | Wiktorija Nahorna      |
| 2015 | Kateryna Polowyntschuk | Kateryna Polowyntschuk | Kateryna Polowyntschuk | Kateryna Polowyntschuk |
| 2016 | Kateryna Polowyntschuk | Kateryna Polowyntschuk | Natalja Talowa         | Wiktorija Nahorna      |
| 2017 | Kateryna Polowyntschuk | Kateryna Polowyntschuk | Daryna Sirantschuk     | Daryna Sirantschuk     |
| 2018 | Wiktorija Nahorna      | Ljubow Schyhajlowa     | Wiktorija Nahorna      | Polina Wynokurowa      |
| 2019 | Kateryna Polowyntschuk | Kateryna Polowyntschuk | Kateryna Polowyntschuk | Kateryna Polowyntschuk |
| 2020 | Ljubow Schyhajlowa     | Ljubow Schyhajlowa     | Maryna Kaljajewa       | Wiktorija Nahorna      |
| 2021 | Ljubow Schyhajlowa     | Daryna Sirantschuk     | Ljubow Schyhajlowa     | Daryna Sirantschuk     |
| 2022 | Ljubow Schyhajlowa     | Bohdana Solomka        | Ljubow Schyhajlowa     | Daryna Krasnoschon     |
| 2023 | Daryna Sirantschuk     | Daryna Sirantschuk     | Daryna Sirantschuk     | Ljubow Schyhajlowa     |
| 2025 | Ljubow Schyhajlowa     |                        |                        |                        |

Rangliste
| Platz | Spielerin              | 14/1 | 8-Ball | 9-Ball | 10-Ball | Gesamt |
| ----- | ---------------------- | ---- | ------ | ------ | ------- | ------ |
| 1     | Kateryna Polowyntschuk | 7    | 7      | 5      | 4       | 23     |
| 2     | Wiktorija Nahorna      | 5    | 3      | 4      | 5       | 17     |
| 3     | Ljubow Schyhajlowa     | 4    | 2      | 2      | 1       | 9      |
| 4     | Daryna Sirantschuk     | 1    | 2      | 2      | 2       | 7      |
| 5     | Daryna Krasnoschon     | 1    | 1      | 1      | 1       | 4      |
| 6     | Marija Issajenko       | 0    | 1      | 1      | 0       | 2      |
| 7     | Olha Haschkowa         | 0    | 0      | 0      | 1       | 1      |
| 7     | Maryna Kaljajewa       | 0    | 0      | 1      | 0       | 1      |
| 7     | Bohdana Solomka        | 0    | 1      | 0      | 0       | 1      |
| 7     | Natalja Talowa         | 0    | 0      | 1      | 0       | 1      |
| 7     | Polina Wynokurowa      | 0    | 0      | 0      | 1       | 1      |

### Behindertensportler
Seit 2024 werden in der Disziplin 8-Ball Wettbewerbe für Sportler mit Behinderungen des Bewegungsapparates ausgetragen. Gespielt wird jeweils ein Wettbewerb für Rollstuhlfahrer und Sportler, die stehend spielen.
| Jahr | Herren (Rollstuhl) | Herren (Stehend)    | Damen (Rollstuhl)    | Damen (Stehend)      |
| ---- | ------------------ | ------------------- | -------------------- | -------------------- |
| 2024 | Maksym Tjuftjajew  | Serhij Kozjuba      | Kateryna Matlajewa   | Emma Swidsynska      |
| 2025 | Serhij Judenko     | Wiktor Schtschudrja | Kateryna Matlajewa 1 | Kateryna Matlajewa 1 |